# Tibetaanse Wikipedia
De Tibetaanstalige Wikipedia (Tibetaans: བོད་ཡིག་གི་ཝེ་ཁེ་རིག་མཛོད།) is een uitgave in de Tibetaanse taal van de online encyclopedie Wikipedia.
De Tibetaanse Wikipedia ging op 9 februari 2008 van start.